# Maternal Obsession
Maternal Obsession è un film televisivo drammatico del 2008 diretto da Douglas Jackson.

## Trama
Lily è una giovane donna, carina e amichevole, che fa bene il suo lavoro come analista di crediti per una compagnia di assicurazioni. Vive con la madre, solitaria e pessimista, anche dopo che il di lei marito l'ha abbandonata anni prima. Nonostante Lily abbia un carattere socievole, rimane intrappolata in una rete di sensi di colpa e bugie costruita dalla madre, che vede nella figlia l'unica persona rimasta al mondo in grado di riempiere la sua solitudine. Lily inizia a frequentare un uomo, il quarantenne Larry, ma la madre, nel timore di vedere la figlia allontanarsi da lei, cerca in ogni modo di sabotare la relazione.

## Produzione
Film televisivo girato interamente a Ottawa (Ontario, Canada), venne trasmesso per la prima volta dal canale Lifetime il 22 marzo 2008.